# 형사5
《형사5》는 대한민국의 SBS에 방송됐던 시추에이션 드라마이다. 시청률 저조로 인해 방송 5개월 만에 종영하였다.

## 개요
매주 1회 방송하는 코미디물, 은퇴한 형사반장으로 등장한다.

## 방송 시간
- 1995년 4월 23일 ~ 1995년 9월 25일 : 매주 월요일 저녁 7시 5분 ~ 8시

## 방영목록
제1화 우리 형사 맞아?
제2화 세상 일이 마음대로 됩니까?
제3화 어버이날 기적이 일어났어요
제4화 맷집왕 생고
제5화 새로운 만남
제6화 못말리는 캠퍼스
제7화 삼식이를 못보셨나요?
제8화 화해의 비
제9화 힘찬이와 아프리카
제10화 노스트라이크 쓰리볼
제11화 한 여름 밤의 살인사건
제12화 초란이란 이름의 에스마담
제13화 해피를 찿아주세요
제14화 살인미학
제15화 낮과 밤(전편)
제16화 낮과 밤(후편)
제17화 구월의 눈물
제18화 캘리포니아의 슬픈인연
제19화 산삼이 뭐길래
제20화(최종회) 범죄없는 세상

## 결방
- 1995년 5월 15일 - 스승의 날 특별기획 <대통령 선생님> 편성[1]
- 1995년 6월 26일 - 6시부터 <아시아남자농구선수권대회> 결승전 중계 편성
- 1995년 8월 14일 - 6시부터 특집 <광복 50년 우리 살림 50년> 편성[2]
- 1995년 8월 21일 - 여름 기획 3부작 <적도 표류기> 1부 편성[3]

## 같이 보기
- 두 형사 (전작)
- 범죄수사

1. ↑  “김대통령 國校(국교)방문”. 조선일보. 1995년 5월 15일. 2024년 1월 6일에 확인함.
2. ↑  “광복반세기 살림살이 조명 ★특집다큐「광복 50년,우리 살림 50년」(SBS·오후6:00)”. 경향신문. 1995년 8월 14일. 2024년 1월 6일에 확인함.
3. ↑  윤정호 (1995년 8월 20일). “볼만한 프로「적도표류기」 SBS-지역민방 오후7시5분”. 조선일보. 2024년 1월 6일에 확인함.